# Ajuntament del Brull
L'Ajuntament del Brull és la casa consistorial del Brull (Osona) protegida com a Bé Cultural d'Interès Local.

## Descripció
Casa de planta rectangular, amb planta baixa i un sol pis, amb coberta de teula a dues vessants. Té la façana principal encarada al sud. L'aspecte que ofereix avui és el resultat de successives ampliacions a partir d'un cos original, respectant sempre les línies de façana i l'alçada de la casa. A la part de llevant té una altra construcció adossada mentre que per les altres parts es poden veure les façanes. L'arrebossat de les façanes visibles tan sols permeten veure els marcs i llindes de les portes i finestres.

## Història
El cos principal a partir del qual es formaria tota la casa que avui es pot veure, data del segle xix, concretament del 1885. La seva situació prop de l'església i del camí propicià que en aquest indret es formés un petit nucli habitat.
Actualment (1989) l'edifici està en la fase final de les reformes per a condicionar-la per a les tasques pròpies de l'ajuntament. Aquestes reformen han comportat l'arrebossat de les façanes, la restauració de les teulades i la remodelació de l'estructura interior de la casa.